# José Diego
José Diego Álvarez Álvarez, plus connu comme José Diego, né le 21 décembre 1954 à Monforte de Lemos (province de Lugo, Espagne), est un footballeur international espagnol qui jouait au poste de milieu de terrain défensif avec la Real Sociedad.

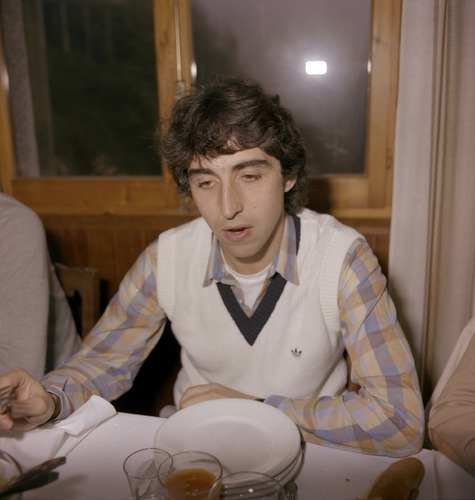
Diego en 1981

## Biographie
Diego Álvarez naît dans la localité galicienne de Monforte de Lemos, mais alors qu'il est enfant sa famille s'installe au Pays basque, à Eibar. C'est là qu'il commence à jouer au football. Son premier club est le SD Eibar où il débute lors de la saison 1971-1972 en troisième division.
En 1974, il est recruté par la Real Sociedad. Il débute en première division avant d'avoir fêté son 20e anniversaire le 7 septembre 1974 face au FC Barcelone.
Diego joue pendant onze saison avec la Real Sociedad où il effectue toute sa carrière professionnelle. Diego est un milieu de terrain défensif mais il parvient à marquer quelques buts chaque saison.
Son passage à la Real Sociedad coïncide avec l'âge d'or de ce club. Il fait partie de la génération de joueurs qui remporte le championnat d'Espagne deux fois de suite (1981 et 1982) avec Luis Arconada, Jesús María Zamora, Roberto López Ufarte, Jesús María Satrústegui ou Periko Alonso, entre autres.
Diego est un des piliers de cette équipe car il est presque toujours titulaire entre 1975 et 1983. Il joue un total de 349 matchs officiels avec la Real, dont 263 en première division, et il inscrit 23 buts (16 en championnat).
En 1980, il est convoqué pour jouer en équipe d'Espagne.
Lors des saisons victorieuses 1980-1981 et 1981-1982, il joue 33 et 31 matchs de championnat respectivement, ce qui montre son rôle important dans l'équipe.
À partir de 1983, il joue de moins en moins. Il ne joue que deux matchs lors de la saison 1984-1985. Il met un terme à sa carrière en 1985, alors qu'il n'a que 30 ans.

### Équipe nationale
Diego joue un match avec l'équipe d'Espagne sous les ordres du sélectionneur Laszlo Kubala, le 26 mars 1980 à Barcelone face à l'Angleterre (défaite 2 à 0).
Il fait partie de l'effectif pour l'Euro 1980, mais il ne joue aucun match.
Il joue également avec les espoirs espagnols en 1979.

## Palmarès
Avec la Real Sociedad :
- Champion d'Espagne en 1981 et 1982
- Vainqueur de la Supercoupe d'Espagne en 1982